# Opius nigriocciput
Opius nigriocciput är en stekelart som beskrevs av Fischer 1979. Opius nigriocciput ingår i släktet Opius och familjen bracksteklar. Inga underarter finns listade i Catalogue of Life.